# 胡成均
胡成均（?—?），江西省南昌府進賢縣人，清朝政治人物、同進士出身。
光緒三年（1877年），参加丁丑科殿試，登進士三甲第130名。同年五月，經吏部掣簽，授云梦知縣，光绪十四年（1888年）任房县知县。